# Världscupen i backhoppning 1993/1994
Världscupen i backhoppning 1993/1994 hoppades 11 december 1993-27 mars 1994 och vanns av Espen Bredesen, Norge före Jens Weissflog, Tyskland och Andreas Goldberger, Österrike.

## Deltävlingar
| Datum            | Plats                  | Etta                                                                          | Tvåa                                                                    | Trea                                                               |
| ---------------- | ---------------------- | ----------------------------------------------------------------------------- | ----------------------------------------------------------------------- | ------------------------------------------------------------------ |
| 11 december 1993 | Planica                | Espen Bredesen                                                                | Takanobu Okabe                                                          | Andreas Goldberger                                                 |
| 12 december 1993 | Planica                | Jens Weissflog                                                                | Andreas Goldberger                                                      | Espen Bredesen                                                     |
| 14 december 1993 | Predazzo               | Jens Weissflog                                                                | Espen Bredesen                                                          | Andreas Goldberger                                                 |
| 17 december 1993 | Courchevel             | Andreas Goldberger                                                            | Jin’ya Nishikata                                                        | Jaroslav Sakala                                                    |
| 19 december 1993 | Engelberg              | Janne Ahonen                                                                  | Sylvain Freiholz                                                        | Bjørn Myrbakken                                                    |
| 30 december 1993 | Oberstdorf             | Jens Weissflog                                                                | Espen Bredesen                                                          | Andreas Goldberger                                                 |
| 1 januari 1994   | Garmisch-Partenkirchen | Espen Bredesen                                                                | Jens Weissflog                                                          | Takanobu Okabe                                                     |
| 4 januari 1994   | Innsbruck              | Andreas Goldberger                                                            | Jens Weissflog                                                          | Noriaki Kasai                                                      |
| 6 januari 1994   | Bischofshofen          | Espen Bredesen                                                                | Noriaki Kasai                                                           | Jens Weissflog                                                     |
| 9 januari 1994   | Murau                  | Noriaki Kasai                                                                 | Espen Bredesen                                                          | Dieter Thoma                                                       |
| 15 januari 1994  | Liberec                | Espen Bredesen                                                                | Jaroslav Sakala                                                         | Roberto Cecon                                                      |
| 16 januari 1994  | Liberec                | Jaroslav Sakala                                                               | Espen Bredesen                                                          | Lasse Ottesen                                                      |
| 22 januari 1994  | Sapporo                | Jens Weissflog                                                                | Andreas Goldberger                                                      | Jiří Parma                                                         |
| 23 januari 1994  | Sapporo                | Jens Weissflog                                                                | Espen Bredesen                                                          | Jin’ya Nishikata                                                   |
| 5 mars 1994      | Lahtis                 | Jens Weissflog                                                                | Christian Moser                                                         | Noriaki Kasai                                                      |
| 5 mars 1994      | Lahtis.                | - Stefan Horngacher - Heinz Kuttin - Christian Moser - Andreas Goldberger     | - Jin’ya Nishikata - Kenji Suda - Takanobu Okabe - Noriaki Kasai        | - Bjørn Myrbakken - Øyvind Berg - Lasse Ottesen - Espen Bredesen   |
| 9 mars 1994      | Örnsköldsvik           | Roberto Cecon                                                                 | Kenji Suda                                                              | Jens Weissflog                                                     |
| 20 mars 1994     | Planica                | Jaroslav Sakala                                                               | Espen Bredesen                                                          | Roberto Cecon                                                      |
| 25 mars 1994     | Thunder Bay            | Tyskland - Gerd Siegmund - Hansjörg Jäkle - Christof Duffner - Jens Weissflog | - Werner Rathmayr - Christian Moser - Heinz Kuttin - Andreas Goldberger | - Øyvind Berg - Stein Henrik Tuff - Lasse Ottesen - Espen Bredesen |
| 26 mars 1994     | Thunder Bay            | Gerd Siegmund                                                                 | Andreas Goldberger                                                      | Roberto Cecon                                                      |
| 27 mars 1994     | Thunder Bay            | Jens Weissflog                                                                | Takanobu Okabe                                                          | Espen Bredesen                                                     |

## Slutställning (30 bästa)
| Placering | Namn               | Nationalitet | Poäng |
| --------- | ------------------ | ------------ | ----- |
| 1         | Espen Bredesen     | Norge        | 1203  |
| 2         | Jens Weissflog     | Tyskland     | 1110  |
| 3         | Andreas Goldberger | Österrike    | 927   |
| 4         | Jaroslav Sakala    | Tjeckien     | 751   |
| 5         | Roberto Cecon      | Italien      | 710   |
| 6         | Noriaki Kasai      | Japan        | 562   |
| 7         | Takanobu Okabe     | Japan        | 529   |
| 8         | Jin’ya Nishikata   | Japan        | 482   |
| 9         | Lasse Ottesen      | Norge        | 421   |
| 10        | Janne Ahonen       | Finland      | 388   |

| Placering | Namn              | Nationalitet | Poäng |
| --------- | ----------------- | ------------ | ----- |
| 11        | Dieter Thoma      | Tyskland     | 350   |
| 12        | Heinz Kuttin      | Österrike    | 340   |
| 13        | Gerd Siegmund     | Tyskland     | 326   |
| 14        | Jani Soininen     | Finland      | 297   |
| 15        | Masahiko Harada   | Japan        | 270   |
| 16        | Ari-Pekka Nikkola | Finland      | 266   |
| 17        | Roar Ljøkelsøy    | Norge        | 258   |
| 18        | Janne Väätäinen   | Finland      | 237   |
| 19        | Jiří Parma        | Tjeckien     | 193   |
| 20        | Zbyněk Krompolc   | Tjeckien     | 183   |

| Placering | Namn              | Nationalitet | Poäng |
| --------- | ----------------- | ------------ | ----- |
| 20        | Stefan Horngacher | Österrike    | 183   |
| 22        | Didier Mollard    | Frankrike    | 178   |
| 23        | Nicolas Dessum    | Frankrike    | 166   |
| 24        | Ladislav Dluhoš   | Tjeckien     | 165   |
| 25        | Christof Duffner  | Tyskland     | 156   |
| 26        | Werner Rathmayr   | Österrike    | 146   |
| 27        | Sylvain Freiholz  | Schweiz      | 144   |
| 28        | Kenji Suda        | Japan        | 143   |
| 28        | Bjørn Myrbakken   | Norge        | 133   |
| 30        | Hansjörg Jäkle    | Tyskland     | 115   |

## Skidflygningscupen - slutställning (15 bästa)
| Pos. | Namn                     | Poäng |
| ---- | ------------------------ | ----- |
| 1.   | Jaroslav Sakala (CZE)    | 100   |
| 2.   | Espen Bredesen (NOR)     | 80    |
| 3.   | Roberto Cecon (ITA)      | 60    |
| 4.   | Christof Duffner (GER)   | 50    |
| 5.   | Lasse Ottesen (NOR)      | 45    |
| 6.   | Stephan Zünd (SUI)       | 40    |
| 7.   | Toni Nieminen (FIN)      | 36    |
| 8.   | Kurt Børset (NOR)        | 32    |
| 9.   | Jani Soininen (FIN)      | 29    |
| 10.  | Hansjörg Jäkle (GER)     | 26    |
| 11.  | Takanobu Okabe (JPN)     | 24    |
| 12.  | Janne Ahonen (FIN)       | 22    |
| 13.  | Andreas Goldberger (AUT) | 20    |
| 14.  | Janne Väätäinen (FIN)    | 18    |
| 15.  | Sylvain Freiholz (SUI)   | 16    |

## Nationscupen - slutställning
| Pos. | Nation    | Poäng |
| ---- | --------- | ----- |
| 1.   | Norge     | 2537  |
| 2.   | Japan     | 2444  |
| 3.   | Österrike | 2355  |
| 4.   | Tyskland  | 2298  |
| 5.   | Finland   | 1626  |
| 6.   | Tjeckien  | 1536  |
| 7.   | Italien   | 789   |
| 8.   | Frankrike | 650   |
| 9.   | Schweiz   | 317   |
| 10.  | Slovenien | 272   |
| 11.  | Sverige   | 177   |
| 12.  | USA       | 95    |
| 13.  | Slovakien | 71    |
| 14.  | Polen     | 47    |
| 15.  | Kazakstan | 3     |